# Нериман Озсој
Нериман Озсој (тур. Neriman Özsoy; 7. јул 1988) је турска одбојкашица и репрезентативка.
Нериман Озсој је рођена у Разграду, Бугарска. На Европском првенству 2011. одржаном у Италији и Србији са репрезентацијом Турске освојила је бронзану медаљу. Од 2012. наступа за Галатасарај из Истанбула.